# Continental Tour
Continental Tour fue una gira musical del músico canadiense Neil Young por Estados Unidos, Canadá, Europa y Oceanía. La gira, que comenzó el 22 de junio de 2008 en Firenze, Italia, prececió al lanzamiento del álbum Fork in the Road, cuyas canciones fueron en su mayoría estrenadas en directo antes de ser publicadas oficialmente. Durante la gira, Young estuvo respaldado por Ben Keith, Rick Rosas, Anthony Crawford y su mujer Pegi Young. En sustitución de Ralph Molina, batería durante la gira anterior que sirvió de promoción de Chrome Dreams II (2007), Chad Cromwell entró en el grupo.

## Fechas
| Fecha                | Ciudad     | País         | Estadio                   |
| -------------------- | ---------- | ------------ | ------------------------- |
| Europa               |            |              |                           |
| 22 de junio de 2008  | Firenze    | Italia       | Nelson Mandela Forum      |
| 23 de junio de 2008  | Verona     | Italia       | Arena di Verona           |
| 25 de junio de 2008  | Francia    | Francia      | Halle Tony Garnier        |
| 27 de junio de 2008  | Madrid     | España       | Rock in Rio               |
| 29 de junio de 2008  | Malahide   | Irlanda      | Malahide Castle           |
| 30 de junio de 2008  | Cork       | Irlanda      | The Marquee               |
| 4 de julio de 2008   | Werchter   | Bélgica      | Werchter Festival         |
| 5 de julio de 2008   | Roskilde   | Dinamarca    | Roskilde Festival         |
| 6 de julio de 2008   | Kent       | Reino Unido  | Paddock Wood              |
| 8 de julio de 2008   | Leipzig    | Alemania     | Arena                     |
| 9 de julio de 2008   | Oberhausen | Alemania     | König-Pilsener-Arena      |
| 11 de julio de 2008  | Weert      | Países Bajos | Sportpark Boshoven        |
| 12 de julio de 2008  | Lisboa     | Portugal     | Passeio Marítimo de Algés |
| 7 de agosto de 2008  | Helsinki   | Finlandia    | Hartwall Arena            |
| 9 de agosto de 2008  | Göteborg   | Suecia       | Way Out West Festival     |
| 11 de agosto de 2008 | Oslo       | Noruega      | Oslo Spektrum             |
| 13 de agosto de 2008 | Hamburgo   | Alemania     | Stadpark                  |
| 15 de agosto de 2008 | Colmar     | Francia      | Le Théâtre de Plein Air   |
| 17 de agosto de 2008 | Wiesen     | Austria      | Lovely Days Festival      |
| 19 de agosto de 2008 | Berlín     | Alemania     | Zitadelle Spandau         |
| 21 de agosto de 2008 | Zúrich     | Suiza        | Hallenstadion             |
| 23 de agosto de 2008 | Coburg     | Alemania     | Schlossplatz              |
| 26 de agosto de 2008 | Bergen     | Noruega      | Bergenhus Festning        |
| 28 de agosto de 2008 | Horsens    | Dinamarca    | Forum Horsens             |